# Mr.Potter
《Mr.Potter》（韓語：미스터포터）為韓國女子音樂組合DIA單曲，收錄在其第二張迷你專輯《SPELL》之中，由MBK娛樂在2016年9月12日發行。

## 發行背景
2016年8月12日，MBK娛樂對外發布DIA新曲的回歸預告照，並對外表示此次的回歸是對哈利波特系列的作品致敬的創作，同時對外公布DIA將於9月12日攜新曲回歸樂壇。在預告照發布過後便引來網友提出版權疑慮，不過MBK娛樂並沒有就此作出回應。9月5日，MBK釋出了第一部音樂錄影帶預告，在預告當中凸顯了成員的個人色彩，並出現了兔子先生。9日，MBK娛樂釋出了第二部音樂錄影帶預告，在預告當中釋出了更多部分的完整音軌，當日MBK對外表示DIA將於12日於首爾市龍山區漢南洞Blue Square三星信用卡Hall舉辦第三張專輯《SPELL》發行紀念會。

## 音樂錄影帶
在DIA回歸樂壇前夕，MBK娛樂釋出了新曲的音樂錄影帶預告，DIA在音樂錄影帶的預告中展現出成員們在充滿夢幻感的色調中，坐在圓桌前透過紙仙問問題並得到回答及像魔法師般坐著魔法掃帚高飛的內容。在音樂錄影帶的片頭呈現了神祕感，片頭的旋律也相似哈利波特系列作品的配樂，在片頭結束後的旋律呈現出活潑的風格，歌詞也圍繞著與哈利波特有關的咒語等。

## 曲目列表
| 數位音源： | 數位音源：        | 數位音源：     | 數位音源：     | 數位音源： |
| 曲序       | 曲目              |                | 作曲           | 时长       |
| ---------- | ----------------- | -------------- | -------------- | ---------- |
| 1.         | Mr.Potter         | Atm, STAINBOYS | Atm, STAINBOYS | 3:35       |
| 2.         | Mr.Potter（Inst） |                | Atm, STAINBOYS | 3:35       |

## 爭議
9月9日，MBK娛樂釋出了《Mr.Potter》第二部音樂錄影帶預告，預告裡的緞帶舞被網友指出抄襲Girl's Day一曲《Expectation》的舞蹈，甚至指出編舞老師裴润静並不是第一次抄襲他人的舞蹈。9月12日，MBK娛樂在首爾市龍山區漢南洞Blue Square三星信用卡Hall舉辦第三張專輯《SPELL》發行紀念會，在發行紀念會當中MBK並未就此作出回應，而是表示此次的編舞亦有邀請為KARA《Mr.》與Girl’s Day《Expectation》編舞的老師參與製作，並再次呈現了吊帶舞。